# Kurelek
Kurelek è un documentario cortometraggio del 1967 diretto da William Pettigrew e basato sulla vita del pittore canadese William Kurelek.